# Pic à ventre de feu
Chloropicus pyrrhogaster
Espèce
Statut de conservation UICN

 LC  : Préoccupation mineure
Synonymes
- Thripias pyrrhogaster

Le Pic à ventre de feu (Chloropicus pyrrhogaster) est une espèce d'oiseaux de la famille des Picidae. 

## Répartition
Son aire s'étend à travers le Sud de l'Afrique de l'Ouest.